# Szilágyi Liliána
Szilágyi Liliána (Budapest, 1996. november 19. –) Európa-bajnoki ezüstérmes, ifjúsági olimpiai és Európa-bajnok magyar úszó.

## Sportpályafutása
2004-ben kezdett sportolni. A 2009. évi nyári európai ifjúsági olimpiai fesztiválon két bronzérmet szerzett. 2009-ben indult először a felnőtt ob-n. 2010-ben aranyérmet nyert a magyar bajnokságon. A 2011-es ifjúsági Európa-bajnokságon 100 m pillangón negyedik, 200 m pillangón ezüstérmes volt. A rövid pályás Európa-bajnokságon 50 m pillangón és 200 m háton kizárták, 200 m pillangón 17., 100 m pillangón 19. volt. 2012-ben az Európa-bajnokságon 50 pillangón 33., 100 m pillangón nyolcadik volt. 200 m pillangón a selejtezőből nyolcadikként jutott volna tovább, de az azonos nemzetbeliek korlátozása miatt nem folytathatta a versenyt. 4 × 100 méteres vegyes váltóban a selejtezőben szerepelt. Az ifjúsági Európa-bajnokságon 50 m pillangón negyedik, 200 pillangón arany-, 100 m pillangón ezüstérmes lett. Tagja volt az ötödik helyen végzett vegyes váltónak. A 2012-es londoni olimpián a magyar küldöttség legfiatalabb versenyzője volt. 100 méter pillangón a 34. helyen végzett.
2013-ban a junior vb-n ezüstérmet szerzett 200 méter pillangón, amely a magyar úszósport első világbajnoki érme volt ebben a korosztályban. Ugyanitt 50 méter pillangón hetedik, 100 méter pillangón ezüstérmes lett. A rövid pályás Európa-bajnokságon 200 méter pillangón ötödik volt. 50 méter pillangón egyéni csúccsal kiesett. 100 méter pillangón hetedik lett. 2014-ben a nankingi ifjúsági olimpiai játékokon 100 és 200 méter pillangón is aranyérmes lett. 50 m pillangón ötödik lett. A 2014-es rövid pályás úszó-világbajnokságon 50 m pillangón 23., 100 m pillangón 10., 200 m pillangón 12. helyen végzett. A 4 × 50 méteres magyar vegyesváltó (Balog G., Horváth D., Szilágyi és Gyurinovics) 13. lett.
A 2015-ös úszó-világbajnokságon 200 m pillangón hetedik volt. 100 méter pillangón gyomorbántalmai miatt nem indult. 2015 szeptemberétől az edzéseit Szilágyi Zoltán és Kovács László irányította. A 2015-ös rövid pályás úszó-Európa-bajnokságon 100 m pillangón 10., 200 m pillangón hatodikként zárt. 2016 februárjában a Bp. Honvéd versenyzője lett. 2016. május 20-án, a londoni Európa-bajnokságon, 100 méteres pillangóúszás döntőjében 57,54 másodperccel hiába úszott országos csúcsot, mindössze 2 századmásodperccel lemaradt a dobogóról, és a 4. helyen végzett. Két nappal később a 200 méteres pillangóúszás döntőjében 2:07,24 másodperces idővel másodikként csapott a célba, mindössze egy század másodperccel maradt el a győztes német Franziska Hentkétől. 2016 júniusában ismét edzőt váltott. A trénere Szabó József lett. A 2016-os riói olimpián 100 méter pillangóúszásban 13., 200 méter pillangóúszásban 10. helyen végzett. Az olimpia után Egressy János irányította az edzéseit 2016 végéig. Ezután az University of Florida hallgatója lett.
A 2017-es budapesti világbajnokságon 100 méteres pillangóúszásban a 9. helyen végzett. 200 méteres pillangóúszásban 7. lett. Az új országos csúcsot úszó 4 × 100 méteres vegyes váltóval 10. helyezést szerzett. A 4 × 100 méteres vegyes vegyesváltót (Balog G., Gyurta D., Szilágyi, Jakabos) kizárták a selejtezőben. A Burián, Sztankovics, Szilágyi, Molnár F. összeállítású 4 × 100 méteres női vegyesváltó országos csúccsal (4:03,08) 10. helyezést ért el. A 2017-es rövid pályás úszó-Európa-bajnokságon 50 m pillangón 25., 100 m pillangón 12., 200 m pillangón hetedik volt. A 2018-as úszó-Európa-bajnokságon pillangóúszásban 200 méteren a 6., 100 méteren a 11., 50 méteren a 21. helyen végzett. A női vegyes váltóval (Hosszú, Sztankovics, Szilágyi, Verrasztó E.) nyolcadik helyezést ért el.
2019 januárjában a Ferencvároshoz szerződött. A 2019-es úszó-világbajnokságon 100 méteres pillangóúszásban 26., 200 méteres pillangóúszásban pedig 6. lett. A 4 × 100 m vegyes váltó (Burián, Sztankovics, Szilágyi, Verrasztó E.) tagjaként 19. volt. 2019 októberében bejelentette, hogy a továbbiakban Shane Tusuppal folytatja a felkészülést a 2020-as olimpiára. A 2019-es rövid pályás úszó-Európa-bajnokságon nem került be a csapatba.
2020 decemberében bejelentette, hogy 2021 nyaráig nem indul versenyen.

### Magyar bajnokság
| 50 méteres medence              | 2009 | 2010 | 2011 | 2012 | 2013 | 2014 | 2015 | 2016 | 2017 | 2018 | 2019 |
| ------------------------------- | ---- | ---- | ---- | ---- | ---- | ---- | ---- | ---- | ---- | ---- | ---- |
| 50 m gyors                      |      |      |      |      |      |      |      |      |      | 6.   |      |
| 100 m gyors                     |      |      |      |      |      |      |      |      | 8.   |      |      |
| 400 m gyors                     |      |      |      |      |      | 3.   |      |      |      | 8.   |      |
| 50 m hát                        |      | 6.   |      |      |      |      |      | 6.   |      |      |      |
| 200 m hát                       |      | 2.   |      |      |      |      |      |      |      |      |      |
| 50 m pillangó                   |      | 4.   |      | 3.   | 2.   | 2.   | 3.   | 1.   | 5.   | 5.   |      |
| 100 m pillangó                  |      |      |      | 3.   |      | 2.   | 2.   | DQ   | 1.   |      | 2.   |
| 200 m pillangó                  |      |      |      |      | 2.   | 3.   | 2.   | 2.   | 2.   | 2.   | 2.   |
| 400 m vegyes                    |      | 3.   | 3.   |      |      |      |      |      |      | 8.   |      |
| 4 × 100 m gyorsváltó            |      |      |      | 2.   | 2.   | 3.   |      |      |      |      | 2.   |
| 4 × 200 m gyorsváltó            |      | 1.   |      | 2.   |      | 2.   | 2.   |      |      |      | 1.   |
| 4 × 100 m vegyes váltó          | 7.   |      | 1.   | 2.   | 2.   | 2.   |      |      |      |      | 4.   |
| 4 × 100 m gyorsváltó (vegyes)   |      |      |      |      |      | 1.   | 2.   |      |      |      | 5.   |
| 4 × 100 m vegyes váltó (vegyes) |      |      |      |      |      | 1.   | 1.   |      |      |      | 5.   |

### Rekordjai
100 m pillangó
- 57,67 (2014. augusztus 22., Nanking) országos csúcs[50]
- 57,54 (2016. május 20., London) országos csúcs[51]

## Díjai, elismerései
- MOB Nők Sportjáért junior díj (2015)[52]

## Családja
Gyarmati Dezső olimpiai bajnok vízilabdázó és Bara Margit színművésznő unokája, Szilágyi Zoltán olimpikon úszó és Gyarmati Eszter tornász, úszó elsőszülött lánya. Testvére Szilágyi Gerda magyar bajnok úszó. Liliána 2021. december 29-én egy interjúban, valamint közösségi oldalakon megjelent írásokban, nyilvánosságra hozta, hogy az apja a gyermekkorától kezdve fizikailag, mentálisan és szexuálisan is bántalmazta. Az apja másnap – a sajtóhoz eljuttatott válaszában – tagadta a vádakat és büntetőeljárást kezdeményezett Liliána ellen, és arra kérte lányát, hogy viselje az édesanyja, Gyarmati Eszter vezetéknevét a Szilágyi név helyett. A Magyar Úszó Szövetség elnöke, Wladár Sándor, közleményben jelezte, hogy a MÚSZ fegyelmi bizottsága és gyermekvédelmi bizottsága vizsgálatot folytat Liliána bejelentésével kapcsolatban. December 31-én szintén a sajtóhoz eljuttatott nyilatkozatában Szilágyi Gerda kijelentette, hogy a testvére, Liliána és az úszószövetség elnöke nyilatkozatában megfogalmazott, édesapjával és családjával kapcsolatos negatív utalások szerinte alaptalanok.
2022. március 30-án Papp Gábor ügyvéd – a vizsgálóbizottság elnöke – bejelentette, hogy „a rendelkezésükre álló bírósági ítélet – amely kimondta, hogy Szilágyi Zoltán Szilágyi Liliána irányában agresszív viselkedést tanúsított, és Szilágyi Gerda fejlődését akadályozza -, valamint a bizottság által meghallgatott személyek egybehangzó állítása alapján meggyőződtek arról, hogy mindaz, amiket Szilágyi Liliána a nyilvánosság előtt állított, megfelel a valóságnak”. Ezt követően a vizsgálat eredményét a Magyar Úszószövetség elnöksége is megtárgyalta, s határozatot hozott. A vizsgálati jelentés részletezi, hogy „A bíróság megállapította, hogy dr. Szilágyi Zoltán Szilágyi Liliána irányába tettlegességig elmenő agresszív magatartást tanúsított, továbbá megállapította, hogy dr. Szilágyi Zoltán kisebbik gyermeke, Szilágyi Gerda fejlődését veszélyezteti.”
A jelentés leszögezte, hogy a bizottságnak – mivel erre sem felhatalmazása, sem lehetősége nincs – nem képezte és nem is képezhette feladatát az ügy büntetőjogi szempontból történő vizsgálata és értékelése.